# پری‌شاهرخ قهوه‌ای‌زیتونی
پری‌شاهرخ قهوه‌ای‌زیتونی (نام علمی: Oriolus melanotis) نام یک گونه از سرده پری‌شاهرخ است.